# Archipel Sabana-Camagüey
L'archipel de Sabana-Camagüey (en espagnol : Archipiélago de Sabana-Camagüey) est un archipel qui longe la côte nord de l'île de Cuba, parallèlement au littoral des provinces de Matanzas, Villa Clara, Sancti Spíritus, Ciego de Ávila et Camagüey. Il est bordé au nord par l'océan Atlantique, en particulier par le canal de Nicolas (en) et le vieux canal de Bahama.

## Géographie
L'archipel Sabana-Camagüey s'étend sur 465 km entre la péninsule de Hicacos et la baie de Nuevitas, suivant une direction générale nord-est – sud-ouest. L'ensemble du système couvre plus de 3 400 km2 et compte environ 2 517 cayes et îles,. Les îles orientales sont regroupées dans l'archipel Jardines del Rey et comprennent notamment Cayo Coco, Cayo Guillermo et Cayo Romano.

## Îles principales
D'ouest en est :
| Section de Sabana : - Cayo Piedras del Norte (dont phare ; Matanzas, 5 km nord-nord-est de la pointe de la péninsule de Hicacos) - Cayo Cruz del Padre (Matanzas) - Cayo Blanco (Matanzas) - Cayo Machos (Matanzas) - Cayos de las Cinco Leguas (es) (Martí, Matanzas) - Cayo Falcones (Matanzas ; dont phare du cayo Bahía de Cadix à la pointe nord-est de l'île). - Cayo Megano (nord du Cayo Blanquizal (es)) - Cayo Blanquizal (es) (Villa Clara) - Cayo Bamba (Villa Clara) - Cayo Hicacal ou cayo Esquivel del Sur (Sagua la Grande, Villa Clara) - Cayo Iguana (Sagua la Grande) - Cayo del Cristo (Sagua la Grande) - Cayo Matahambre (Sagua la Grande) - Cayo de la Cruz (Sagua la Grande) - Cayo Mariposa (Sagua la Grande) - Cayo Hachuela (Sagua la Grande) - Cayos Dromedarios (Sagua la Grande) - Cayos de la Enfermería (Sagua la Grande, près de la côte) - Cayo Jutias (Sagua la Grande) - Cayo La Vela - Cayos Pajonal (ceb) (Caibarién, Villa Clara) - Cayo Marcos (Caibarién) - Cayo del Medio de Marcos (Caibarién) - Cayo Fragoso (Caibarién) - Cayo Conuco (Caibarién, en bord de côte près de la ville) | Section de Camagüey : - Cayo La Potala (Caibarién) - Cayo Francés (Caibarién) - Cayo Los Ensenachos (Caibarién, sud-ouest du cayo Santa Maria) - cayo Las Brujas (es) (dont aéroport Las Brujas (en) ; Caibarién) - Cayo Santa María (Caibarién) - Cayo La Vieja Pepilla ((Villa Clara), sud du cayo Santa Maria) - Cayo Iguana ou cayo Martin (Villa Clara, sud du cayo Santa Maria) - Cayo Corúas (Villa Clara, sud du cayo Iguana ou Martin) - Cayo Gordo (Ciego de Ávila) - Cayo Los Anegadizos (Ciego de Ávila) - Cayo Caimán Grande (es) ou cayo Caimán del Faro (Villa Clara, 8 km nord-est du cayo Santa María) - Cayo Caimán de Barlovento (Villa Clara, 4 km est du cayo Caimán del Faro) - Jardines del Rey - Cayo El Sapo (Ciego de Ávila) - Cayo Cubera (Ciego de Ávila, sud du cayo El Sapo) - Cayo Botella (Morón, Ciego de Ávila) - Cayo Guillermo (Morón) - Cayo Felipe de Sotavento (es) (Ciego de Ávila, nord du cayo Guillermo) - Cayo Coco (Morón) - Cayo Romano occidental (Morón) - Cayo Judas (es) (Ciego de Ávila, sud du cayo Romano occidental) - Cayo Alto (Bolivia, Ciego de Ávila, sud du cayo Romano occidental) - Cayo Alto Remanente (Bolivia, sud du cayo Romano occidental) - Cayo Paredón Grande (Morón, nord du cayo Romano occidental) - Cayo Antón Chico (Morón, nord du cayo Romano occidental) - Cayo Antón Grande (Morón, nord du cayo Romano occidental) - Cayo Romano oriental (Esmeralda, Camagüey) - Cayo Mégano Grande (es) (Esmeralda, nord du cayo Romano oriental) - Cayo Cruz (Esmeralda, nord du cayo Romano oriental) - Cayo Jaco (entre cayo Romano oriental et cayo Cruz) - Cayo El Coco (entre cayo Romano oriental et cayo Cruz) - Cayo Cabron (entre cayo Romano oriental et cayo Cruz) - Cayo Corúa (nord du cayo Romano oriental) - Cayo Paloma (nord du cayo Romano oriental) - Cayo Los Machos (nord du cayo Romano oriental) - Cayo Punta La Cera (nord du cayo Romano oriental) - Cayo Verde (nord du cayo Romano oriental) - Cayo Mojarra (Camagüey, sud du cayo Romano oriental) - Cayo Eusebio (es) (Esmeralda, sud du cayo Romano oriental) - Cayo Guajaba (en) (Nuevitas, Camagüey) - Cayo Guao (Nuevitas, au sud de la Pasa de las Carabelas entre les cayos Guajaba et Sabinal) - Cayo Sabinal (en) (Nuevitas) |

## Environnement
Le écosystèmes côtiers et marins représentés par l'archipel sont l'objet de plusieurs projets de conservation soutenus par le Fonds pour l'environnement mondial et Environnement Canada. Les mangroves et les forêts côtières créent une zone tampon entre l'agriculture du littoral et l'environnement marin sensible. L'archipel de Sabana-Camagüey inclut de nombreux sites protégés, dont :
- la réserve de biosphère de la baie de Buena Vista (en), de 315 466,24 ha, créée en 2000 sur Caibarién (Villa Clara), Yaguajay (Sancti Spíritus) et Morón (Ciego de Ávila), classée réserve de biosphère en 2001 et site Ramsar en 2002, incluant neuf zones cœur[3] :
  - le parc national de Caguanes (en) (20 490 ha dans le nord de Yaguajay, Sancti Spíritus)[4] ;
  - le parc national de Los Caimanes (28 831 ha sur les provinces de Villa Clara et de Ciego de Ávila)[5],[6] ;
  - le refuge de faune Las Loras (6 348 ha)[7]. Les cayos Las Loras sont au sud du cayo Francés et du cayo Santa Maria[n 1], et le refuge de faune est traversé par la route pedrapien menant de Caibarién au cayo Santa María ;
  - le refuge de faune Cayo Santa María dans l'archipel Jardines del Rey (29 890 ha)[8] ;
  - l'élément naturel remarquable (Elemento Natural Destacado) des Dunes de Playa Pilar (Dunas de Playa Pilar)[n 2], 38 ha à l'extrême ouest du cayo Guillermo sur Morón, Ciego de Ávila)[11] ;
  - l'élément naturel remarquable Boquerón[n 2],[n 3] (Florencia, Ciego de Ávila[14], entre 12 et 32 km2[15])
  - l'élément naturel remarquable La Chucha[n 2] ;
  - l'élément naturel remarquable Loma La Tasajera[n 2] ;
  - la réserve écologique (Reserva Ecológica) Cayo Francés[n 2] ;
- l'« aire protégée de ressources gérées » Humedales de Cayo Romano (237 400 ha sur Esmeralda, Camagüey), avec trois zones cœur[16] :
  - la réserve de flore (Reserva Florística Manejada) Silla de Cayo Romano (1 995 ha à Esmeralda)[17] ;
  - le refuge de faune Correa (14 050 ha au nord d'Esmeralda)[18]
  - le refuge de faune Cayo Cruz (5 688 ha sur Esmeralda)[19] ;
- les zones humides du Nord de Ciego de Avila (Gran Humedal del Norte de Ciego de Ávila)[20] (226 875 ha[21]), un ensemble qui comprend six aires protégées[22] ;
- le refuge de faune des cayos de las Cinco Leguas (es) (3 611 ha sur Martí, Matanzas)[23] ;
- le refuge de faune de Las Picúas-Cayo Cristo (55 970 ha à Quemado de Güines, Villa Clara)[24] ;
- le refuge de faune du Río Máximo (es) (22 580 ha sur la côte nord de Nuevitas et de Minas, Camagüey. Il inclut une zone RAMSAR (zone humide d'importance internationale), une zone ZICO (zone importante pour la conservation des oiseaux) et un corridor de migration internationale (Corredor Migratorio Internacional) des oiseaux ;
- le refuge de faune de Lanzanillo (ceb) - Pajonal - Fragoso (87 070 ha sur Encrucijada, Camajuaní et Caibarién, Villa Clara)[25]
- la réserve écologique de Centro y Oeste de Cayo Coco (36 040 ha sur Morón, Ciego de Ávila)[26] dans les Jardins du Roi (Jardines del Rey) ;
- la réserve écologique de Maternillos-Tortuguilla (9 058 ha à Nuevitas, Camagüey)[27] ;
- l'« aire protégée de ressources gérées » (Área Protegida de Recursos Manejados) de Cayo Sabinal (en) (31 961 ha sur Nuevitas)[28] ;
- l'« aire protégée de ressources gérées » Cayo Guajaba (17 440 ha sur Minas, Camagüey)[29]…